# Purmer Ee

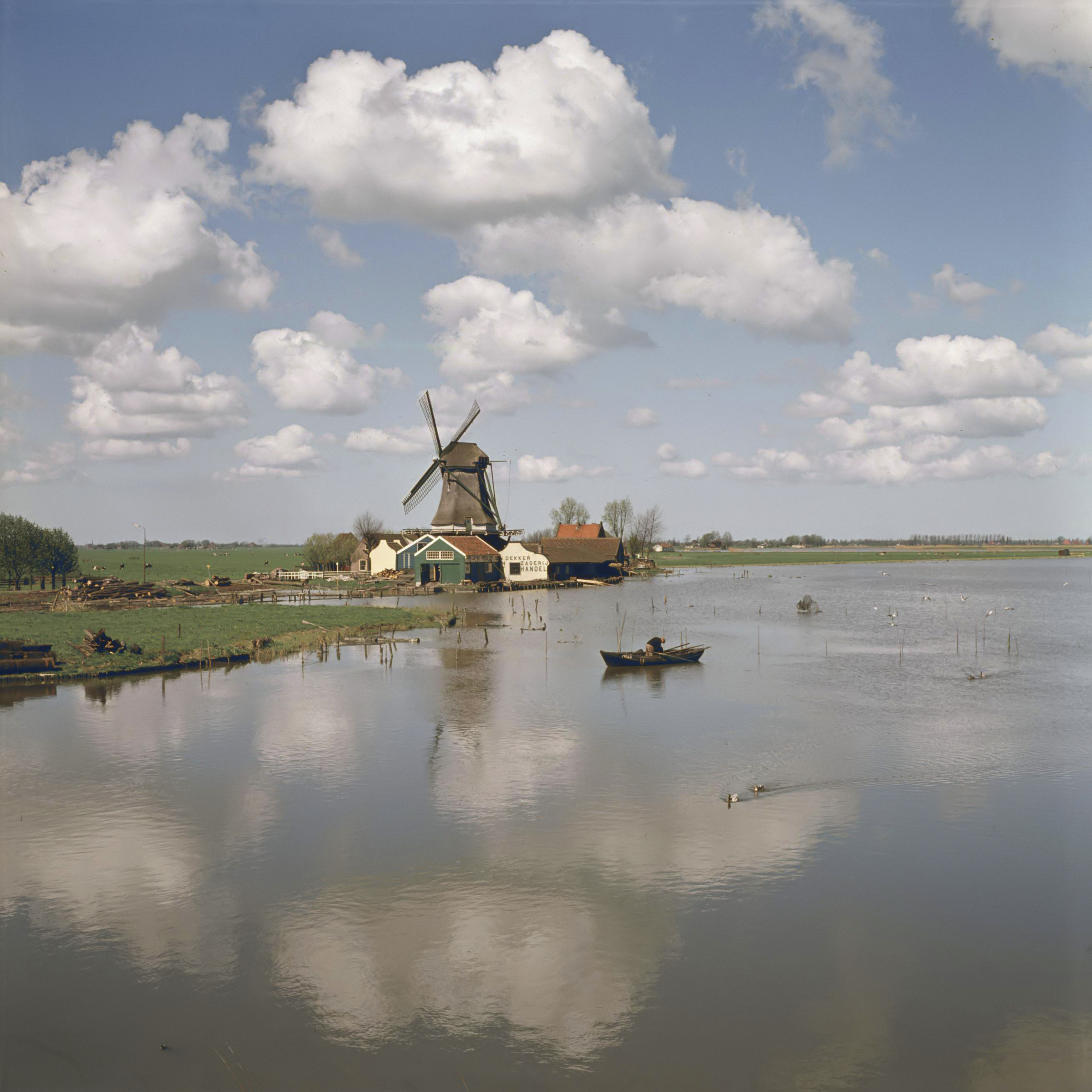
Houtzaagmolen De Vriendschap in 1960

De Purmer Ee (ook wel Purmeraa, Stinkevuil, of Vuile Gat) is een meer in Monnickendam.
Tot de aanleg van de Nieuwendam in 1401 vormde de Purmer Ee de verbinding tussen de Purmer en de Zuiderzee via het Monnickendammergat. Na de drooglegging van de Purmer in 1622 eindigt de Purmer Ee in de Purmerringvaart. 
Ten zuiden van de Purmer Ee ligt  de Kloosterdijk en ten noorden de Lagedijk. 
Tot hij afbrandde in 1961 stond houtzaagmolen De Vriendschap aan de Kloosterdijk bij de Purmer Ee. 
Sinds 2023 bevindt zich Gemaal Monnickendam in de Nieuwendam. 